# Lakoma

Messtischblatt 2401 – Cottbus (Ost), 1921, Ausschnitt Lakoma

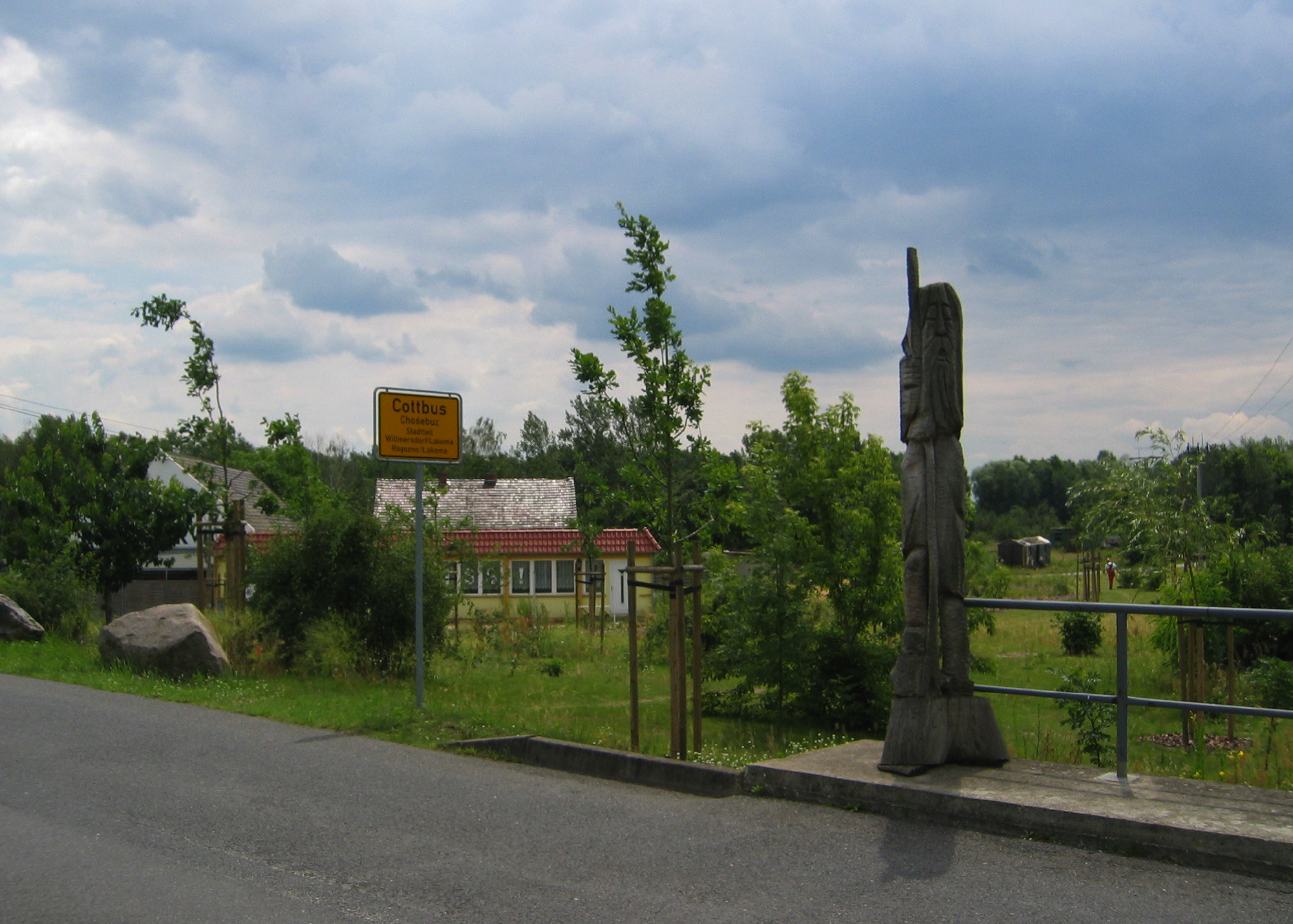
Ortseingang von Lakoma, 2007

Lakoma (auch Lacoma, niedersorbisch Łakoma) ist ein Wohnplatz des Ortsteils Willmersdorf der Stadt Cottbus in Brandenburg. Das Dorf musste im Jahr 2006 dem Braunkohle-Tagebau Cottbus-Nord weichen, lediglich ein Gehöft blieb erhalten. Der frühere Ortskern lag etwa sechs Kilometer nordöstlich der Cottbuser Innenstadt, sein Name stammt vom niedersorbischen Adjektiv łakomy (schmackhaft). Insgesamt wurden nach amtlichen Angaben 143 Einwohner umgesiedelt.
Im Jahr 1850 hatte das Dorf 88 Einwohner, 1945 etwa 200 Einwohner und 1964 180 Einwohner. Im Jahr 1850 waren alle Einwohner Sorben. Im Jahr 1963 sprachen noch rund 63 % der Einwohner niedersorbisch.

## Geschichte

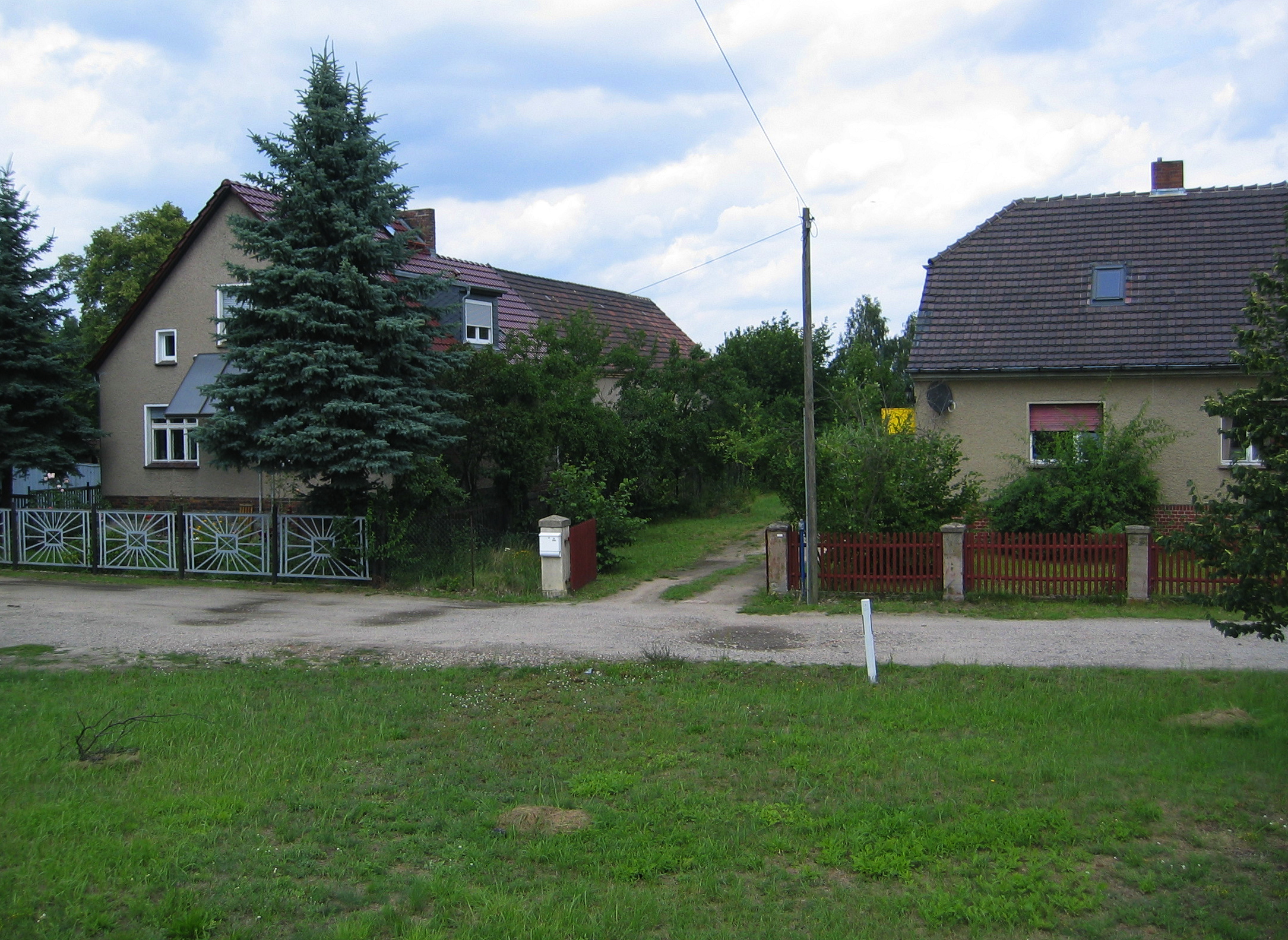
Die letzten Häuser in Lakoma, 2007

KAP-Luftaufnahme aus 60 m Höhe über dem trockengelegten Hammerstrom im Januar 2008

Erstmals urkundlich erwähnt wurde Lakoma 1337 im Zusammenhang mit der „Alten Poststraße“, einem damals überregional wichtigen Fuhrmanns- und Handelsweg sowie späteren Postweg. Lakoma lag inmitten einer gewässerreichen Gegend. In der ersten Hälfte des 15. Jahrhunderts legten Franziskaner die Fischteiche und den kulturhistorisch bedeutsamen Hammergraben an. Beim Ausbau der Teiche wurde Raseneisenstein entdeckt. Dieser wurde ab 1551 in Peitz im Hammerwerk verarbeitet, zuvor in einer Mühle bei Maust. 
In der Zeit des Dreißigjährigen Krieges hatte Lakoma unter Truppeneinquartierungen (1626, 1631 und 1640), Plünderungen und Hungersnot zu leiden.
1968 wurde das gewässerreiche Gebiet um Lakoma als Landschaftsschutzgebiet ausgewiesen.
Die Bevölkerung von Lakoma wurde 1983 darüber informiert, dass ihr Dorf abgebaggert werden soll. Einige der Bewohner wollten ihre Häuser nicht an das Braunkohlenkombinat Senftenberg (BKK Senftenberg) verkaufen und brachten dies beim Politbüro in Ost-Berlin mit einer entsprechende Eingabe zum Ausdruck.
Der überwiegende Teil der damals etwa 150 Bewohner wurde jedoch noch vor der Wiedervereinigung 1989/90 trotz Protests umgesiedelt und einige Höfe wurden abgerissen. Anschließend stand das Dorf als Wüstung bzw. „Geisterstadt“ weitgehend leer. Im Jahr 1990 wurde für das teilweise bereits zerstörte Lakoma ein Abrissstop ausgesprochen. Da sich der Tagebau gegenüber ursprünglichen Planungen deutlich verlangsamte, wurde in Lakoma eine sogenannte Zwischennutzung für die verbliebenen Höfe ermöglicht.
Lakoma lag nahe der Bahnstrecke Cottbus–Guben.

### Lakomaer Teiche
Hinter dem Dorf lagen die Lakomaer Teiche, die 2003 gemeinsam mit dem Hammergraben durch die brandenburgische Landesregierung als Fauna-Flora-Habitat (FFH) an die EU gemeldet wurden. In dem 380 ha großen Gebiet wurden über 170 bedrohte Tier- und Pflanzenarten festgestellt, unter anderem Vorkommen des Eremitenkäfers (Osmoderma eremita) und eine der größten Populationen der Rotbauchunke (Bombina bombina) in Brandenburg. Außerdem kamen hier der Wiedehopf, die Rohrdommel und der Fischotter vor. Im Sommer 2006 bestätigte die Landesregierung die Rechtsverordnung zum Braunkohlenplan für den Tagebau Cottbus-Nord. Der Braunkohlenplan stünde zwar den Erhaltungszielen des FFH-Gebietes entgegen, es gab aber „wegen zwingender Gründe des überwiegenden öffentlichen Interesses keine zumutbare Alternative“. Als Ausgleichsmaßnahme hatte Vattenfall einen zwölf Kilometer langen Abschnitt der Spreeaue zwischen Cottbus und dem Spreewald zu Renaturieren.
Nachdem das Eilverfahren der gegen die Abbaggerung des Gebietes klagenden Umweltverbände abgewiesen wurde und eine Entscheidung im Hauptverfahren erst nach der Zerstörung des FFH-Gebietes in Aussicht war, besetzten Aktivisten der Umweltschutzorganisation Robin Wood das Gebiet. Diese Besetzung wurde am 28. September 2007 durch einen von Vattenfall engagierten Sicherheitsdienst und die Polizei gewaltsam beendet. Unmittelbar danach begann die Abholzung und Zerstörung des FFH-Gebietes.

### Besetzung
Im Mai 1992 wurden leer stehende Gebäude von Cottbuser Abiturienten und Umweltaktivisten besetzt. Im Jahr darauf wurde der Verein Lacoma e. V. gegründet, der sich unter anderem um die Legalisierung der Besetzungen und um eine gemeinnützige Dorfnutzung bemühte. Dieser Verein erhielt 1994 von der Stadt Cottbus bis 2003 befristete Zwischennutzungsverträge für Lakoma. Mehr als zwanzig Menschen bewohnten zu diesem Zeitpunkt den noch verbliebenen Teil des Dorfes. 

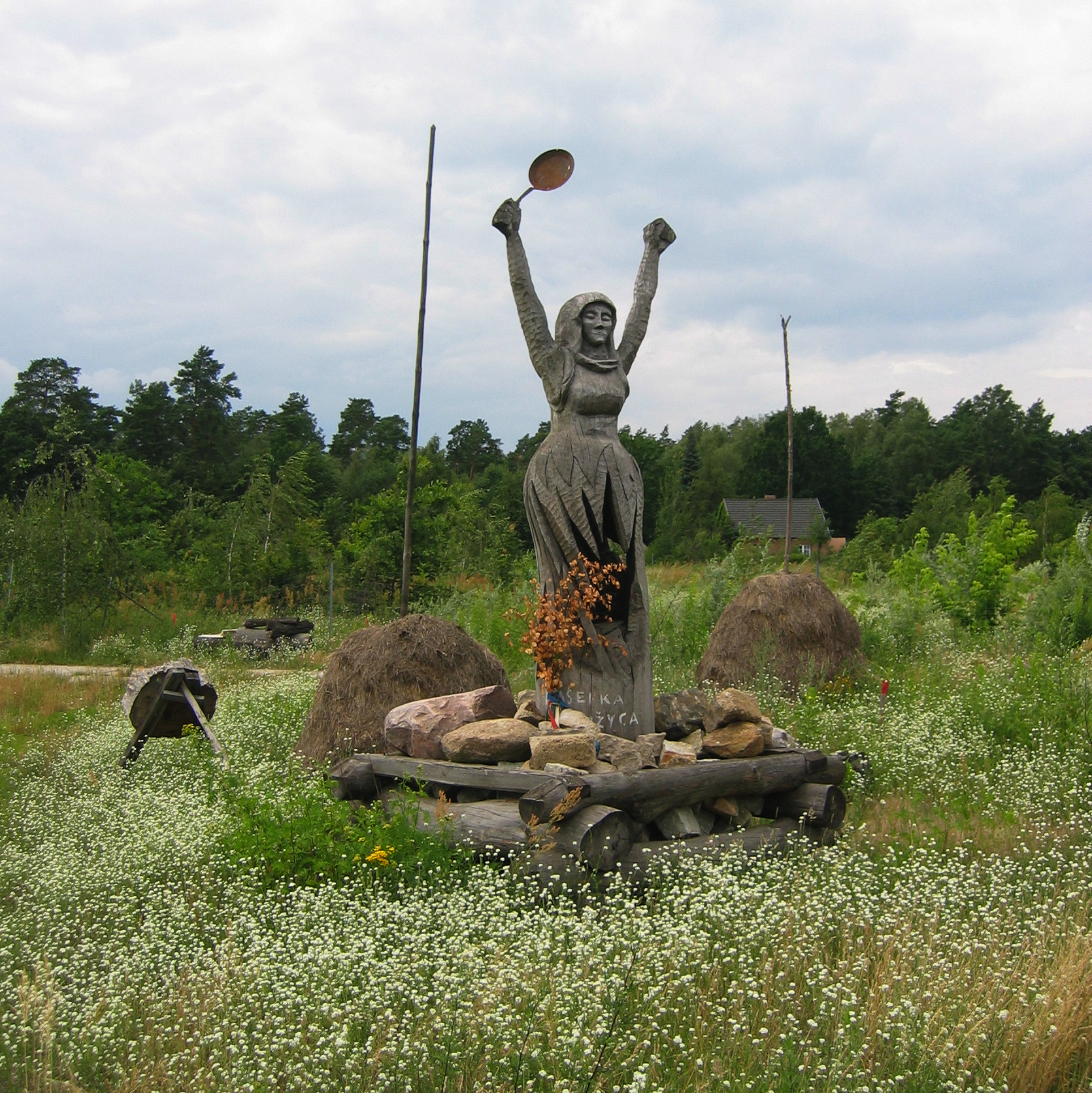
Nach 2000 entstandene Holzskulptur in Lakoma

Ein Gebäude wurde ab 1996 von den ehemaligen Besetzern zum Kulturzentrum und neuen Dorfmittelpunkt umgewidmet. In der „Kulturscheune“ fanden fortan zahlreiche Konzerte (u. a. mit Gerhard Gundermann), Lesungen, Vorträge und Feste statt. Bis ca. zum Jahr 2000 war das besetzte Dorf von einem breiten Spektrum von Menschen bewohnt, die ihre unterschiedlichen Vorstellungen von alternativen Wohn- und Lebensformen zu realisieren versuchen. Viele Künstler und Studenten wurden vom Dorf angezogen. Unter dem Motto „In Cottbus Bundesgartenschau und ringsherum nur Tagebau“ griffen Aktivisten aus Lakoma die 1995 in Cottbus stattfindende Bundesgartenschau als Widerspruch zur Naturzerstörung durch den Braunkohletagebau auf. Nicht nur umweltpolitische Fragen, sondern auch das alltägliche soziale Miteinander bestimmten den Dorfalltag. Ein betreutes Wohnprojekt für Jugendliche nahm Mitte der 1990er Jahre einen Platz im Dorf ein. Später fanden nach einem „Generationswechsel“ gegen Ende der 1990er Jahre – ein Großteil der Erst-Besetzer hatte bis dahin das Dorf wieder verlassen – Aktionen und Veranstaltungen meist ökologischer und soziokultureller Natur im Dorf statt, darunter Wanderungen zu den Lakomaer Teichen, allgemeine Umweltbildungsarbeit, Kunstwerkstätten und Veranstaltungen zur Förderung der sorbischen Kultur. Nach 2000 stand die Ausrichtung als „Ökodorf Lacoma“ im Mittelpunkt. Bekannt wurde Lakoma in dieser Zeit der Zwischennutzung insbesondere für seine aktive Holzbildhauer-Szene (Holzwerkstätten mit internationaler Künstlerbeteiligung) und das von 1991 bis 2006 jährlich im Juni zur Sommersonnenwende stattfindende Lacoma-Fest.

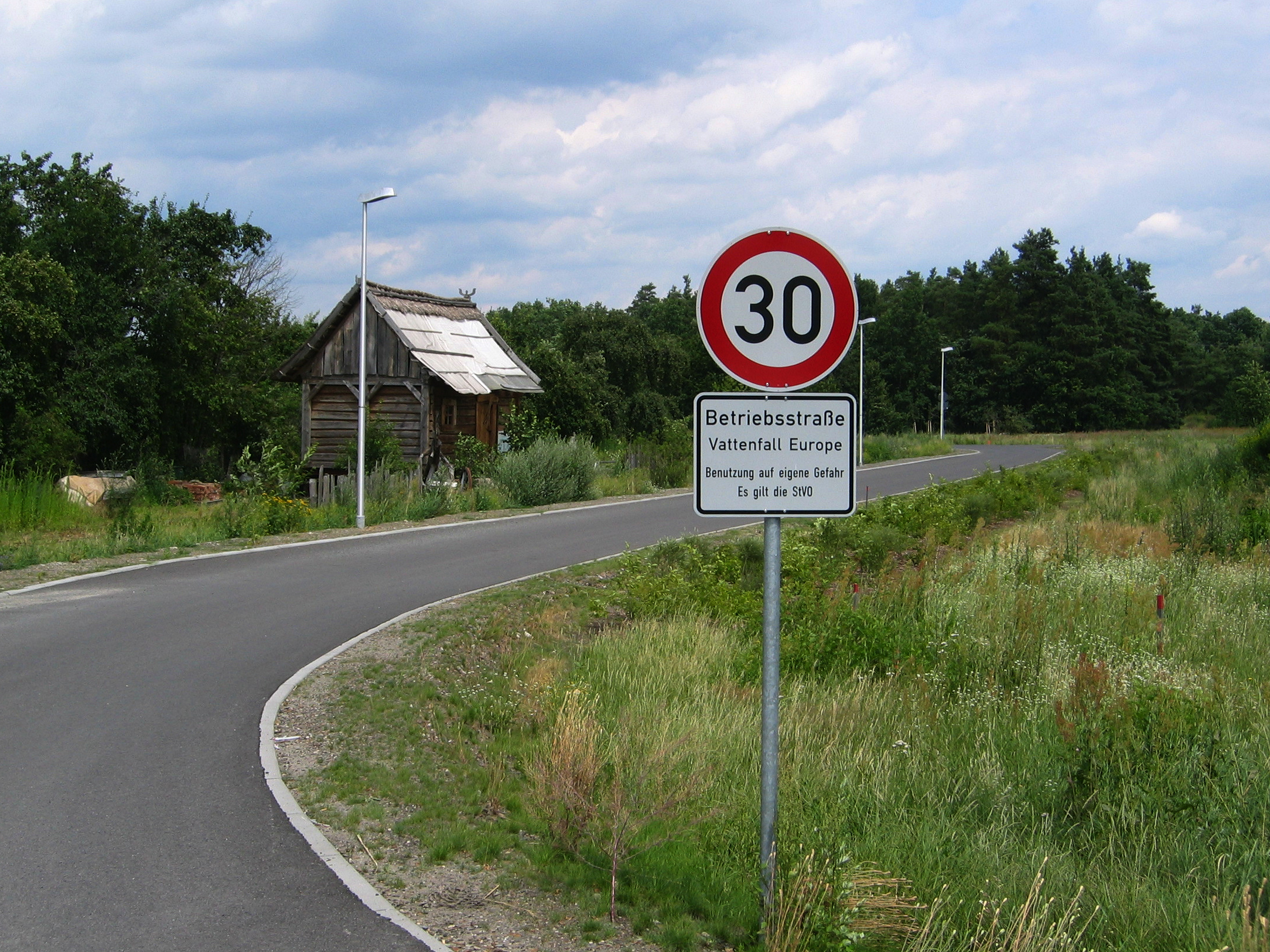
Neu gebaute Vattenfall-Betriebsstraße in Lakoma, im Hintergrund das „Wandernde Haus“, 2007

Eigentümer der Dorfflächen war als Betreiber des Tagebaus Cottbus-Nord zuletzt der Energiekonzern Vattenfall. Nach Ablauf der Nutzungsverträge ließ Vattenfall das Dorf Ende 2003 trotz fortgesetzten Widerstands durch die Polizei räumen und anschließend – in den Jahren 2003 bis 2005 – alle Häuser bis auf zwei am Ortseingang in direkter Nähe zur Bundesstraße abreißen, noch bevor über die Abbaggerung der Teichlandschaft und des historischen Hammergrabens entschieden war. Auf einem dieser letzten Randgrundstücke steht auch noch das „Wandernde Haus“, das einer der Ökodorf-Aktivisten in sorbischer Holzbau-Tradition errichtet und bewohnt hatte, und das infolge der fortschreitenden Abrissarbeiten mehrfach auf dem Dorfgelände umziehen musste.

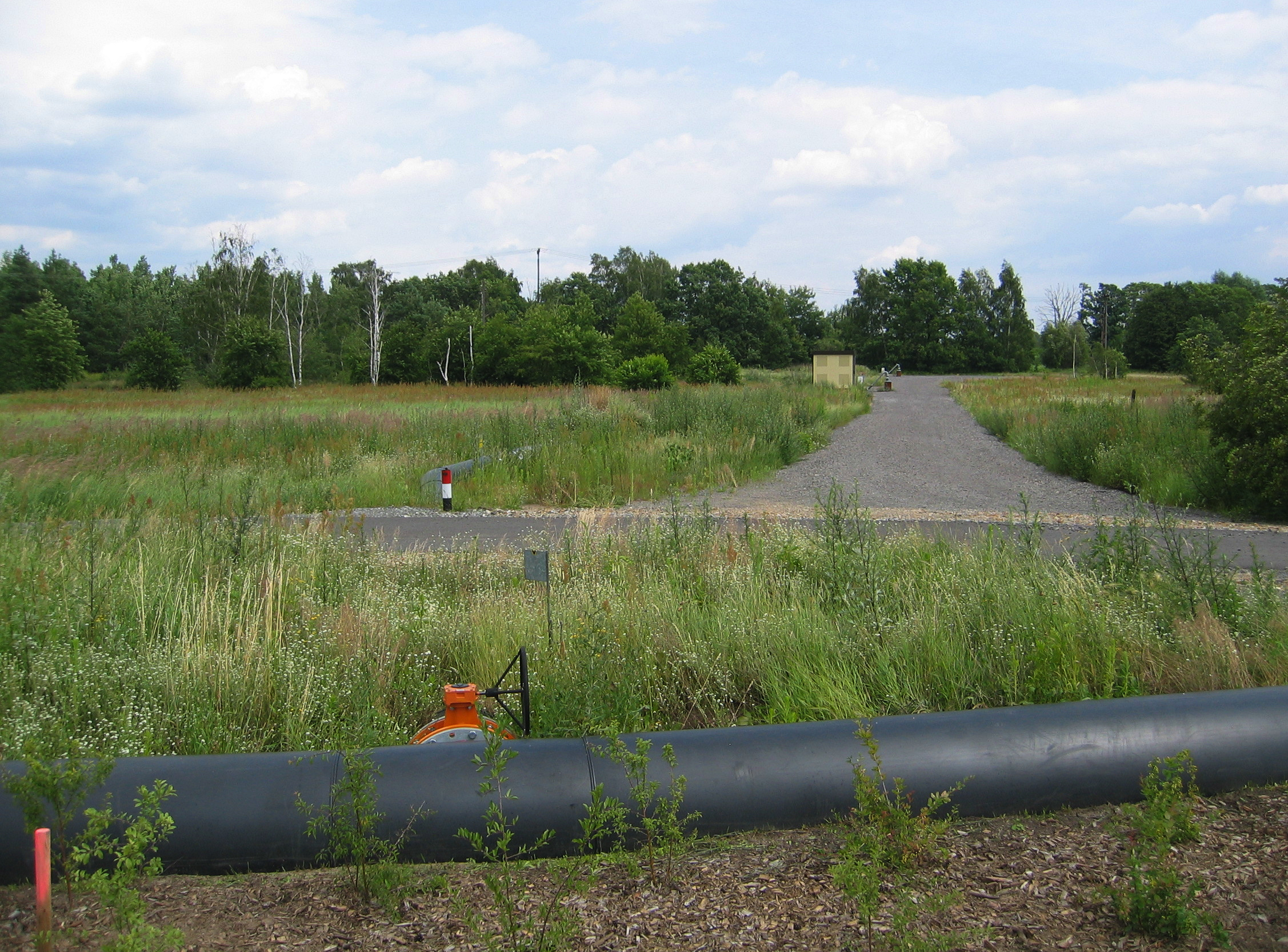
Anlagen zur Grundwasserabsenkung im Bereich des alten Dorfes, 2007

Nach der Dorfräumung begann Vattenfall mit der Errichtung von Entwässerungsanlagen zur Grundwasserabsenkung.
Über die Auseinandersetzungen rund um Lakoma wurde 2004 ein zweistündiger Dokumentarfilm Lacoma und der Konzern – Ein energiepolitisches Gesellschaftsspiel gedreht. Zahlreiche weitere Dokumentationen des Rundfunk Berlin-Brandenburg sowie viele Artikel in der Regionalpresse und in überregionalen Tageszeitungen berichteten seit Beginn der Besetzung im Jahr 1992 über das Dorf. 
Im Juli 2008 fand letztmals eine „Gedenkwanderung“ auf der „Alten Poststraße“ zwischen dem nördlich gelegenen Willmersdorf und Lakoma statt, denn ab 2009 wurde die historische Straße als Teil des Vattenfall-Betriebsgeländes gesperrt.

### Devastierung für Braunkohle
Im Jahr 2008 verschwanden die Ortschaft Lakoma und die dazugehörige Teichlandschaft aus der Landschaft nördlich von Cottbus. 2009 stand der Bagger vor dem ehemaligen alten Hammerstrom und damit an der Ortsgrenze Lakomas. Im Frühjahr 2010 erreichte die Kohlegrube den Ortskern. Der beendete Tagebau Cottbus-Nord wurde von 2019 bis 2024 geflutet. Damit ist der Bereich der Ortschaft Lakoma ein Teil des Cottbuser Ostsees.

## Weblinks

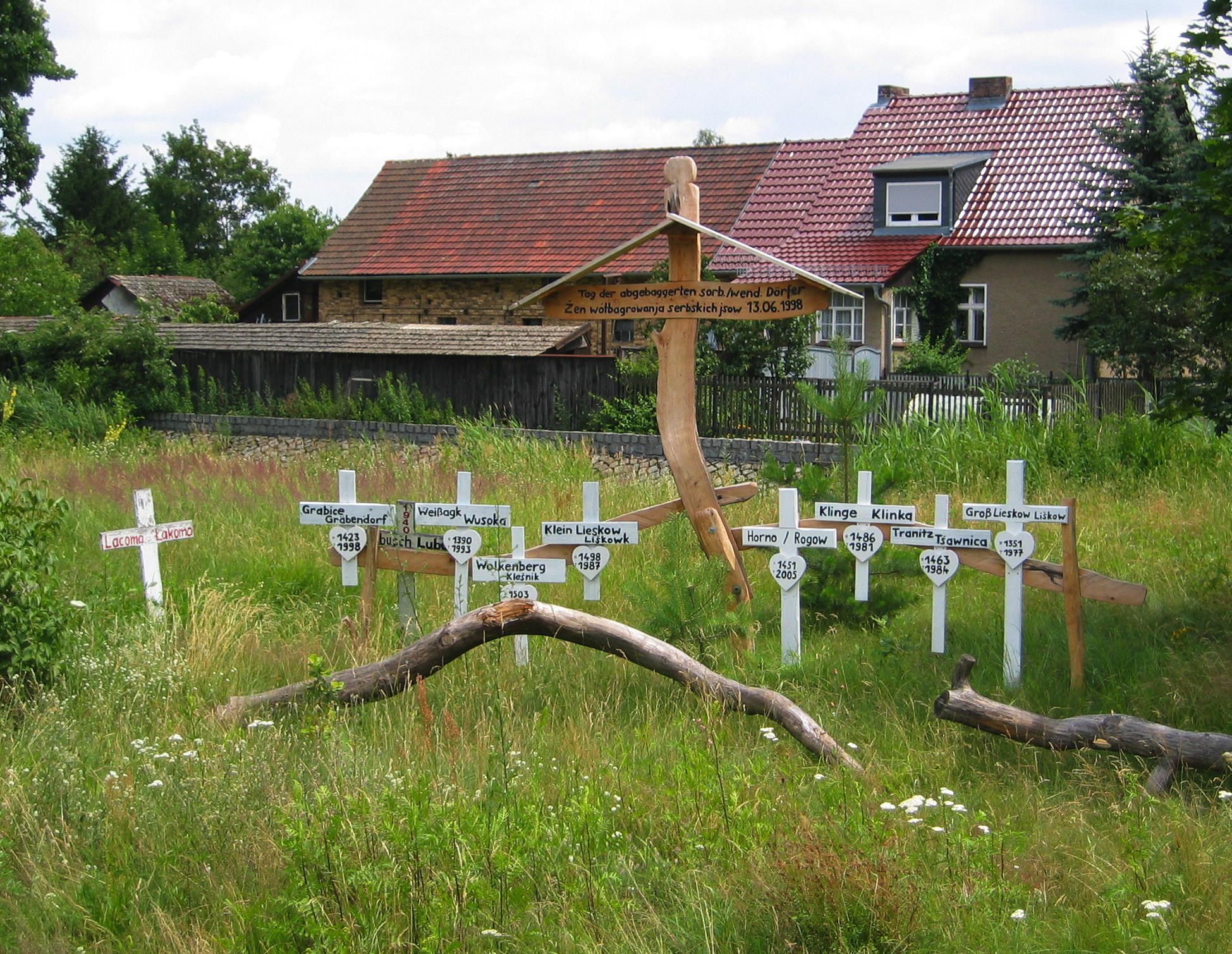
Holzkreuze am Lakomaer Ortseingang erinnern an Lakoma und andere abgebaggerte sorbische Dörfer